# Bouendé (Karangasso-Sambla)
Pour les articles homonymes, voir Bouendé.
Bouendé est une commune rurale situé dans le département de Karangasso-Sambla de la province du Houet dans la région des Hauts-Bassins au Burkina Faso.

## Éducation et santé
Bouendé accueille un centre de santé et de promotion sociale (CSPS).